# Mirzə Vəliyev
Mirzə Dövlət oğlu Vəliyev (ur. 1923 we wsi Yuxarı Ləgər w Azerbejdżanie, zm. 6 listopada 1944 we wsi Vasad na Węgrzech) – starszy sierżant Armii Czerwonej, Bohater Związku Radzieckiego (1945).

## Życiorys
Urodził się w azerskiej rodzinie chłopskiej. Miał wykształcenie niepełne średnie, po ataku Niemiec na ZSRR w czerwcu 1941 wstąpił do Armii Czerwonej, na froncie został celowniczym działa. Uczestniczył w walkach na Kubaniu, Ukrainie, w Rumunii, Bułgarii i na Węgrzech, uczestniczył w forsowaniu Dniepru, Dniestru i Dunaju jako żołnierz pułku 109 Gwardyjskiej Dywizji Strzeleckiej w składzie 46 Armii i 2 Frontu Ukraińskiego. Był czterokrotnie ranny. 6 listopada 1944 podczas walk na Węgrzech zniszczył 4 czołgi wroga, jednak sam zginął.

## Odznaczenia
- Złota Gwiazda Bohatera Związku Radzieckiego (pośmiertnie, 24 marca 1945)
- Order Lenina (pośmiertnie, 24 marca 1945)
- Order Sławy III klasy
- Medal „Za Odwagę”
- Medal „Za obronę Kaukazu”